# Поселение Агарак
Поселение Агарак (англ. Agarak Settlement) —  историко-культурный заповедник «Агарак» расположен в административных районах сельских общин Агарак и Воскеат Арагацотнского марза Армении на скалистом мысе вулканического туфа на правом берегу реки Амберд.               
Одной из главных особенностей памятника (государственный индекс 2.4.1) является то, что вся территория и окрестности поселения полностью окружены огромными комплексами скальных (с вырубленными внутри пещерами) и каменных сооружений, большинство из которых взаимосвязаны с поселением раннего бронзового века Агарак.              

## Описание
Раскопки археологического объекта ведутся с 2001 года.
Большое количество раскопанной керамики, обожженных глиняных статуэток, остатков круглых и подковообразных очагов, постаментов позволяет отнести времена обитания Агарака к средневековой Шенгавитской или Кура-Аракской археологической культуре, датируемой 29-27 вв. до н.э. Наличие урартского пещерного мазолеума, захороненных там огромных горшков с урартским клеймом и керамической посуды на южной стороне платформы позволяет говорить о том, что археологический памятник Агарак был заселен и в 8-6 вв. до н.э. После распада Ванского царства Агарак был крупным поселением городского типа.